# Château Hervé
Pour un autre château à Dachstein, voir Vieux Château à Dachstein.
Le château Hervé (ou château Bourcart), nommé aussi « La Magnanerie », est un monument historique situé au 31 rue Principale à Dachstein, dans le département français du Bas-Rhin.

## Historique et architecture
L'édifice fait l'objet d'une inscription au titre des monuments historiques depuis 1986.